# Andreaea regularis
Andreaea regularis MüIl. Hal. 1890, a volte indicato come A. regularis C. MüIl. è un muschio della famiglia Andreaeaceae. È la specie più diffusa e più abbondante tra i muschi antartici del genere Andreaea Hedw.
I primi esemplari furono raccolti nella Georgia del Sud, il 17 febbraio 1883,  dalla spedizione tedesca in Antartide, nel corso del primo Anno polare internazionale, che si svolse nel 1882-1883 su iniziativa del tenente di vascello della Marina Militare austro-ungarica Carl Weyprecht.
Nel 1890 fu caratterizzato come specie nuova dal briologo tedesco Johann Karl August Müller.

## Descrizione
Il muschio, di colore scuro, dal bruno-rossastro al quasi nerastro, si sviluppa prevalente in colonie, formando piccoli cuscinetti bassi e densi o, raramente, ciuffi densi e compatti coprenti aree estese.
Caulidi snelli, da eretti ad ascendenti, alti da 1, 0 a 2,5 cm, i più piccoli tra le tre specie antartiche del genere Andreaea, ancorati al substrato con rizoidi ialini, abbondantemente ramificati e portanti fillidi monostratificati, densamente addossati.
Fillidi piccoli, 0,6-1,1 mm × 0,2-0,5 mm, più larghi e più corti al di sotto delle brattee pericheziali, dalla forma per lo più ovata o ovato-lanceolata che, a volte, si assottiglia gradualmente, o in modo brusco, fino a formare apice acuminato più o meno lungo.
Profilo più o meno concavo, spesso ventricoso all'altezza della base del fillidio, scanalato nella zona apicale. Margine piano, solitamente intero o, a volte, leggermente crenato all'altezza della base, e un po' irregolare nel contorno. Lamina formata da un solo strato di cellule di forma rettangolare, generalmente porose, nella parte centrale della base, di forma arrotondata o ovale (11-26 × 6-14 μm), a volta porose, spesso papillose, ai margini della base e nella parte superiore del fillidio. Assenza di nervatura.
Perichezio terminale, da due a quattro volte più lungo dei fillidi. Capsule estese un po' più oltre le brattee. Perigoni terminali o laterali. Spore avvizzite, marroni, 17-28 μm, o verdi turgide, 26-38 μm di diametro.
Come in tutte le briofite il ciclo ontogenetico è aplodiplonte isosporeo, con alternanza di generazione antitetica eteromorfa e prevalenza della generazione gametofitica (aploide) su quella sporofitica (diploide). La specie è autoica.

## Distribuzione e habitat
A. regularis è diffuso nel Settore M (da 30°E a 30°W.) e nel Settore S (da 30°W a 90°W) dell'Antarctic Botanical Zone. Nel Settore M si ritrova nelle isole Bouvet e nelle Sandwich Australi; nel Settore S è diffuso nelle isole Orcadi Meridionali e nelle Shetland Meridionali; lungo la costa occidentale della Penisola Antartica, dalla Costa di Danco alla Costa di Fallières; nell'arcipelago Wilhelm; lungo la costa orientale della penisola antartica, nella Penisola Trinity e nella Costa di Oscar II; nell'isola Charcot. È l'unica specie del suo genere rinvenuta nell'est dell'Antartide in diversi siti della costa Eights nella terra di Ellsworth, inoltre è ampiamente diffuso, anche al di fuori della regione antartica, in Sud America, nelle aree montane dalla Terra del Fuoco alle Ande centrali; lungo le coste dello Stretto di Magellano; nell'arcipelago di Tristan da Cunha; nelle isole del Principe Edoardo; nella Georgia del Sud; nelle isole Falkland; nelle isole Crozet; nella Regione di Los Ríos  e nelle isole Elephant e Nelson.
La specie si ritrova prevalentemente sulle superfici e nelle fessure delle rocce affioranti, meno comunemente attecchisce sul suolo o su terreno sassoso, usualmente in luoghi esposti, a un'altitudine non superiore ai 410 m.